# Premi Disc Català de l'Any

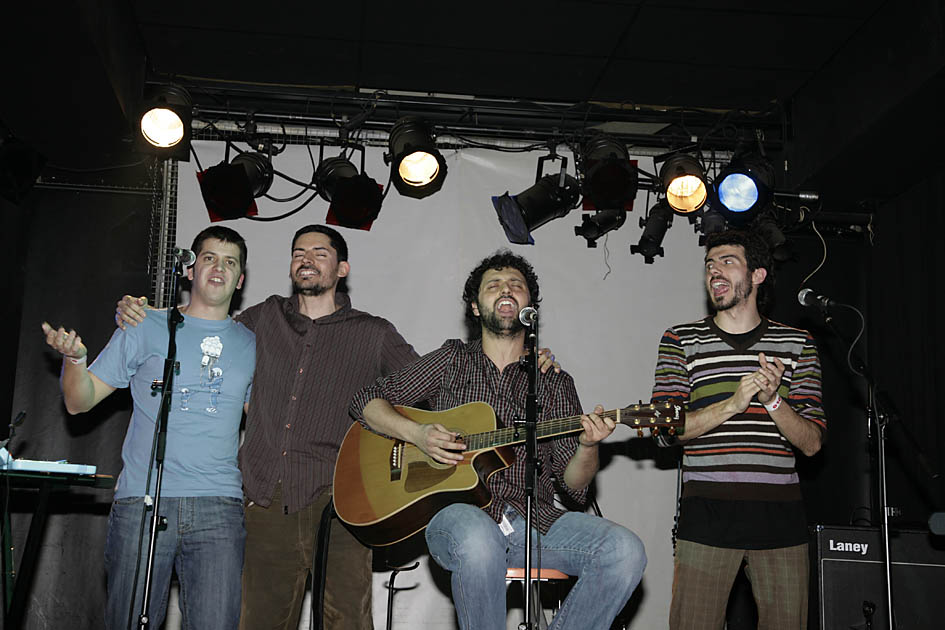
Els guanyadors del premi 2009: Els Amics de les Arts

El Premi Disc Català de l'any és un premi atorgat anualment per Ràdio 4 a Catalunya des de l'any 1979. S'ha fallat ininterrompudament des dels seus inicis excepte en el període 1983-1985. El 2009 s'edità un disc per commemorar-ne el 30è aniversari.

## Llista
- 2023: The Tyets - Èpic Solete[2]
- 2022: Orchestra Fireluche - Segona Florada[3]
- 2021: Marcel i Júlia - En Òrbita[4]
- 2020: Miki Núñez - Iceberg[5]
- 2019: Porto Bello - L'ull de la tempesta
- 2018: Els Catarres - Tots els meus principis
- 2017: Txarango - El cor de la terra
- 2016: Buhos - Lluna plena
- 2015: Obeses - Monstres i Princeses
- 2014: Cesk Freixas - Protesta
- 2013: Els Catarres - Postals
- 2012: Txarango - Benvinguts al llarg viatge[6]
- 2011: Amelie - Somniant desperts[7]
- 2010: ix! - L'ingenu és lliure
- 2009: Els Amics de les Arts - Bed & Breakfast
- 2008: Miquel Abras - M’agrada sentir el que tu sents[8]
- 2007: Gossos - Oxigen[9]
- 2006: Jofre Bardagí - Jo faig cançons
- 2005: Rodamons - Temps millors
- 2004: Lexus's - Saps[10]
- 2003: Espiral d'embulls - L'edat del plàstic
- 2002: Turnez i Sesé - Quedarà la paraula
- 2001: Antònia Font - A Rússia[11]
- 2000: Lax’n'Busto - Llença’t
- 1999: Quimi Portet - Cançoner electromagnètic
- 1998: Ja t’ho diré - Un ram de locura
- 1997: Carme Canela Trio - Introducing
- 1996: Joan Manuel Serrat - Banda sonora d'un temps, d'un país
- 1995: Toti Soler - Lydda
- 1994: Vox Populi - Música de contraban
- 1993: Lluís Llach - Un pont de mar blava
- 1992: Música Nostra - Giravolt
- 1991: Els Trobadors - Et adés serà l'alba
- 1990: Sau - Quina nit
- 1989: Max Sunyer Trio - Sal marina
- 1988: Marina Rossell - Rosa de foc
- 1987: Josep Carreras - Et portaré una rosa
- 1986: Raphel Ferrer - Desnormalització
- 1982: Marina Rossell - Bruixes i maduixes
- 1981: La Trinca - Pel broc gros
- 1980: Núria Feliu - Viure a Barcelona[12]
- 1979: Lluís Llach - Campanades a morts[13]